# Chrysocatharylla agraphellus
Chrysocatharylla agraphellus là một loài bướm đêm trong họ Crambidae.